# Konishi Yukinaga

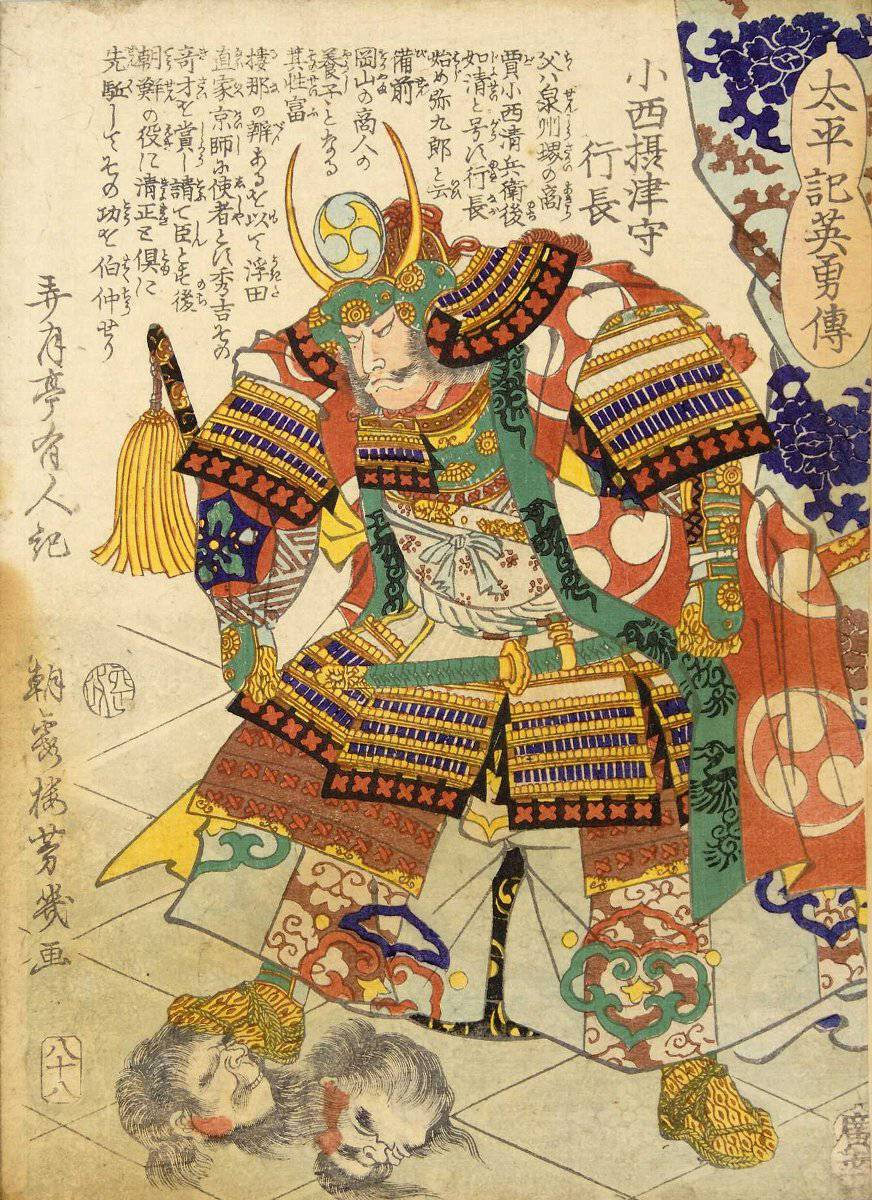
Konishi Yukinaga, estampe ukiyo-e de Utagawa Yoshiiku (1867).

Konishi Yukinaga (小西 行長, 1555-6 novembre 1600) est un daimyo converti au christianisme sous le nom de baptême portugais Agostinho (parfois traduit en Augustin Konishi).

## Biographie
Fils d’un marchand prospère de la région de Sakai, un officiel de haut rang dans l’administration de Toyotomi Hideyoshi, il suit les traces de son père et entre au service d’Hideyoshi.
En 1592, il participe à l’invasion de la Corée et à la conquête du sud de la péninsule. Le manque de troupes le force à négocier une trêve avec les Chinois. En 1597, Hideyoshi lance une deuxième vague d’invasion mais rencontre rapidement une forte résistance. La mort d’Hideyoshi en 1598 précipite le retour de Konishi au Japon où la guerre de succession fait rage.
Il affronte Tokugawa Ieyasu à la bataille de Sekigahara. Capturé le 25 octobre sur le mont Ibuki et refusant le suicide, pratique contraire à ses croyances chrétiennes, il est décapité le 6 novembre à Kyoto.